# نموذج تمثيل المندوب
نموذج تمثيل المندوب هو نموذج من نماذج الديمقراطية التمثيلية. في هذا النموذج تقوم مكونة بانتخاب ممثليها كمندوبين لها في الدائرة الانتخابية. يعمل هؤلاء المندوبين بمثابة ممثلين لرغبات ناخبيهم فقط في الدائرة، ولا يكون لديهم استقلالية عن الدائرة. ولا يوفر هذا النموذج للممثلين رفاهية التصرف وفقًا لضمائرهم. ففي الأساس، يتصرف الممثل بصفته مندوبًا عن أولئك الناخبين غير المتواجدين (حرفيًا).
تمت صياغة هذا النموذج من قبل إدموند بيرك (1729-1797)، وهو فيلسوف بريطاني، قام أيضاً بوضع نموذج تمثيل النائب.

## كتابات أخرى
- Burke, Edmund. 1774 (1906). Speech to the electors of Bristol in The Works of the Right Honorable Edmund Burke. Vol. II. New York: Oxford University Press.

## وصلات خارجية
- 'Representative Government' by J.S. Mill
- 'On Liberty' by J.S Mill